# Gonzalo Manso
Gonzalo Manso Moyano (Tucumán, 4 de mayo de 1990) es un jugador de rugby argentino que se desempeña como Hooker.

## Carrera

### Tucumán Rugby
Manso se formó en Tucumán Rugby, donde debutó en primera división en el Torneo Regional del Noroeste. Manso fue subcampeón del torneo en 2013 y 2014, pero en 2015 se coronó campeón del regional del NOA y logra llegar a semifinales del Torneo Nacional de Clubes 2015.

### Tarbes
En el 2017 viajó a Francia para sumarse Tarbes, donde jugó por 2 temporadas.

### Fleurantine
Llega a Association Sportive Fleurantine para temporada 20/21, siendo esta su única temporada en el club.

### Lannemezan
En la temporada 21/22 llega a Lannemazan, donde se encuentra hasta actualmente.

## Selección nacional
Manso debutó con la camiseta de los Pumas en el año 2013 en un partido ante Chile.

## Clubes
| Club          | País      |
| ------------- | --------- |
| Tucumán Rugby | Argentina |
| Tarbes        | Francia   |
| Fleurantine   | Francia   |
| Lannemazan    | Francia   |

## Palmarés
| Título                       | Equipo        | País      | Año  |
| ---------------------------- | ------------- | --------- | ---- |
| Torneo Regional del Noroeste | Tucumán Rugby | Argentina | 2015 |